# Idioma holandés de Jersey
El holandés de Jersey, también conocido como holandés de Bergen, era un dialecto holandés hablado anteriormente en el noreste de Nueva Jersey desde finales del siglo XVII hasta principios del siglo XX. Se desarrolló en uno de los dos enclaves de habla holandesa que permanecieron durante más de dos siglos después de la disolución del control holandés en América del Norte, el otro (alrededor de Albany, Nueva York ) dio origen al holandés mohawk. Pudo haber sido una lengua criolla parcial   basada en dialectos zelandés y holandés de Flandes occidental con inglés y posiblemente algunos elementos del dialecto Lenape.
Este dialecto era hablado por los descendientes de los habitantes de los Nuevos Países Bajos que se establecieron en Bergen en 1630, y por los esclavos negros y las personas libres de color que también residían en esa región, así como por el pueblo indígena americano conocido como los Lenape.

## Variedades lingüísticas
A mediados del siglo XVIII alrededor del 20% de la población de las zonas de Nueva Jersey con fuertes “elementos” holandeses eran esclavos. Los negros que crecieron en comunidades holandesas insulares fueron criados hablando el idioma neerlandés, o lo adoptaron más tarde en la vida, para hablar tanto con los blancos descendientes de holandeses como entre ellos. Algunos durante este período hablaban neerlandés como su lengua principal o única, y para algunos saber el idioma era un motivo de orgullo: 
"Eran holandeses y estaban orgullosos de ello. Recuerdo que mi tía Sebania me contaba acerca de su bisabuela, una anciana arisca que hablaba y entendía inglés, pero que se negaba a hablarlo salvo en la privacidad de su hogar. En público hablaba holandés, como cualquier persona decente debía hacer, un idioma digno".
Algunos informes contemporáneos de hablantes blancos del holandés de Jersey informaron sobre una variedad distinta del idioma exclusiva de la población negra, a la que llamaron negerduits  ("Negro holandés", que no debe confundirse con el criollo holandés Negerhollands ). Este término se utilizó tanto para el habla de los Ramapough (una comunidad distinta de ascendencia negra, blanca y lenape) como de otros negros en el condado de Bergen . 
Sin embargo, como los testimonios del holandés de Jersey por parte de hablantes negros y de Ramapough son escasos, los investigadores no logran ponerse de acuerdo sobre si el negerduits puede considerarse una variedad lingüística distinta. Un ejemplo es el de Sojourner Truth, cuyo holandés es descrito por la hija de su propietaria (año 1810) como "muy similar al de la gente blanca analfabeta de su tiempo". El único tratamiento lingüístico contemporáneo del holandés de Jersey se basa principalmente en el habla de tres hablantes blancos de holandés de Jersey y un hablante de Ramapough, y señala diferencias fonéticas, sintácticas y léxicas entre los dos grupos.

## Fonología

### Vocales
El sistema vocálico del holandés de Jersey difiere notablemente del holandés estándar, así como de los dialectos holandeses de los que deriva. Esto puede deberse probablemente a la influencia del inglés americano en el idioma. El gráfico que se muestra a continuación se basa en el habla de dos hablantes blancos del holandés de Jersey, grabados en 1910 y 1941 respectivamente. Los paréntesis indican que “la vocal está atestiguada en pocas formas".
|               | Frontal              | Frontal              | Frontal              | Frontal              | Central              | Trasero              | Trasero              |
| sin redondear | sin redondear        | redondeado           | redondeado           |                      | Central              | Trasero              | Trasero              |
| corto         | largo                | corto                | largo                | corto                | Central              | largo                |                      |
| ------------- | -------------------- | -------------------- | -------------------- | -------------------- | -------------------- | -------------------- | -------------------- |
| Cerrado       |                      | iː                   |                      | yː                   |                      |                      | uː                   |
| Medio-cerrado |                      | eː                   | œ                    | œː                   |                      |                      | oː                   |
| Medio-abierto | ɛ                    |                      |                      |                      |                      | ɔ                    | ɔː                   |
| Abierto       | æ                    | æː                   |                      |                      |                      | ɑ                    | ɑː                   |
| Diptongos     | ai̯ (æi̯) ɛu̯ (œːu̯) aːu̯ | ai̯ (æi̯) ɛu̯ (œːu̯) aːu̯ | ai̯ (æi̯) ɛu̯ (œːu̯) aːu̯ | ai̯ (æi̯) ɛu̯ (œːu̯) aːu̯ | ai̯ (æi̯) ɛu̯ (œːu̯) aːu̯ | ai̯ (æi̯) ɛu̯ (œːu̯) aːu̯ | ai̯ (æi̯) ɛu̯ (œːu̯) aːu̯ |

### Consonantes
Las consonantes del holandés de Jersey son en gran medida las mismas que las del holandés estándar, con algunas excepciones.
|             |             | Labial | Alveolar | Dorsal | Glotal |
| ----------- | ----------- | ------ | -------- | ------ | ------ |
| Nasal       | Nasal       | m      | n        | ŋ      |        |
| Plosiva     | sorda       | p      | t        | k      |        |
| Plosiva     | con voz     | b      | d        |        |        |
| Fricativa   | sorda       | f      | s        | x      | h      |
| Fricativa   | con voz     | v      | z        |        |        |
| Aproximante | Aproximante | w      | ɫ        | j      |        |
| Rótico      | Rótico      |        | ɹ        | ɹ      |        |